# Eunice Kennedy-Shriver

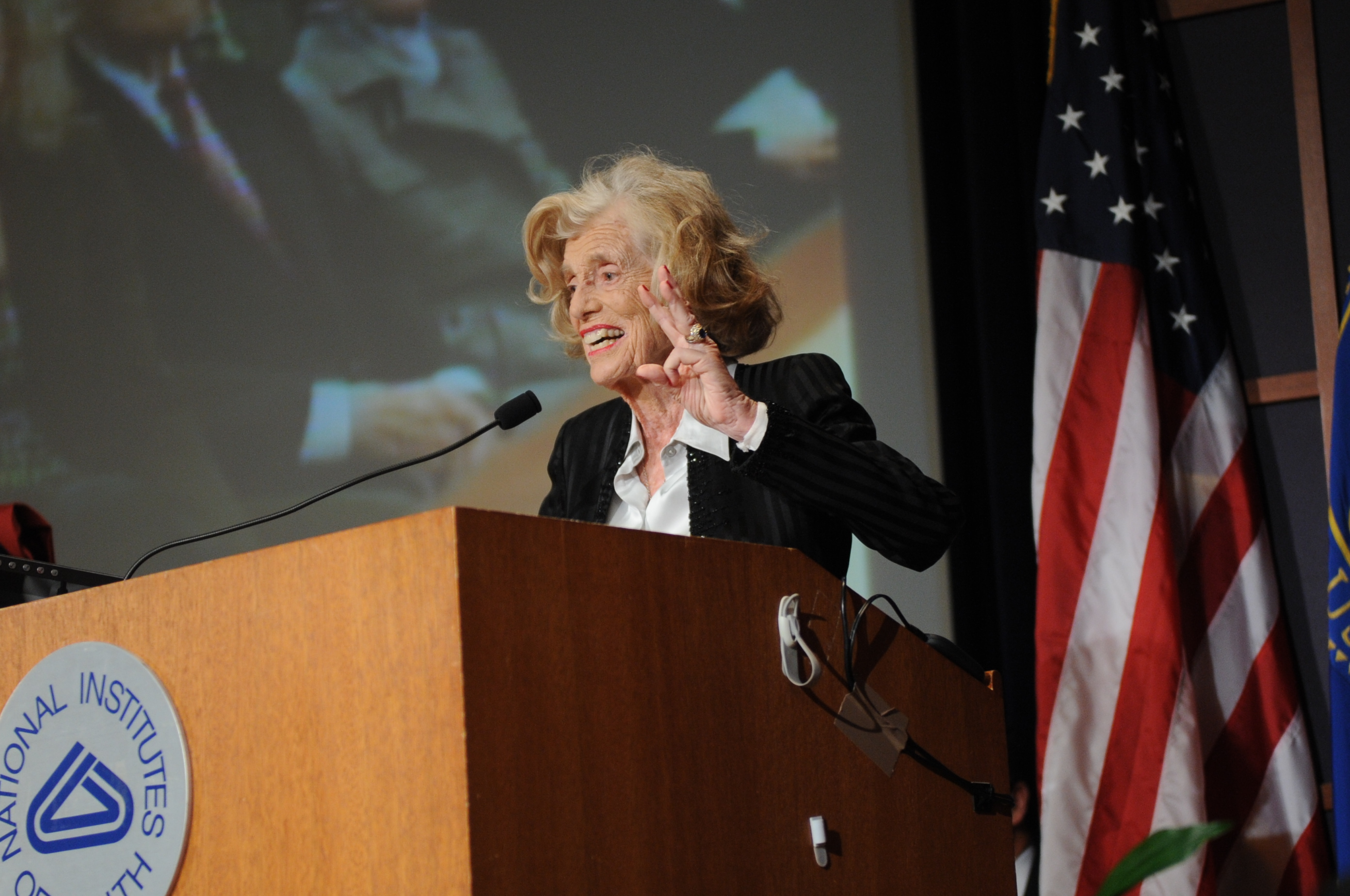
Kennedy Shriver (2008)

Eunice Mary Kennedy-Shriver, geb. Kennedy (* 10. Juli 1921 in Brookline, Massachusetts; † 11. August 2009 in Hyannis auf Cape Cod, Massachusetts), war eine Schwester von John F., Robert F. und Edward Kennedy sowie von Rosemary Kennedy und eine Aktivistin für Menschen mit Behinderung.

## Leben
Eunice Kennedy wurde als fünftes Kind von Joseph und Rose Kennedy geboren. Sie besuchte Schulen in England und studierte am Manhattanville College und an der Stanford University, die sie 1943 mit dem Bachelor in Soziologie abschloss.
Sie war die Schwester des 35. Präsidenten der Vereinigten Staaten John F. Kennedy, US-Senator Robert F. Kennedy und Edward Kennedy, Rosemary Kennedy und Jean Kennedy Smith. Sie war die Schwägerin von Jacqueline Kennedy.
Die Behinderung ihrer älteren Schwester Rosemary Kennedy veranlasste sie, 1968 die weltgrößte Veranstaltung für Behindertensport, die Special Olympics, ins Leben zu rufen. Für ihr Engagement wurden Shriver zahlreiche Ehrungen im In- und Ausland zuteil, unter anderem wurde ihr Porträt auf einer US-Münze, dem Special Olympics Silver Dollar, abgebildet.
Sie engagierte sich auch beim „Community-of-Caring“-Programm, das Schwangerschaften bei Teenagern vermeiden will, und wirkte energisch beim Aufbau des Kennedy Institute of Ethics an der Georgetown University und einem ähnlichen Institut an der Harvard University mit.
Sie war seit dem 23. Mai 1953 mit Robert Sargent Shriver, Jr. verheiratet. Dieser Ehe entstammen fünf Kinder:
- Robert Sargent Shriver III. (* 1954), Filmproduzent
- Maria Owings Shriver (* 1955), Journalistin und Ex-Frau von Arnold Schwarzenegger
- Timothy Shriver (* 1959)
- Mark Kennedy Shriver (* 1964)
- Anthony Shriver (* 1965)

Obwohl Mitglied der demokratischen Familie Kennedy, unterstützte sie ihren republikanischen Schwiegersohn Arnold Schwarzenegger bei dessen Wahl zum Gouverneur von Kalifornien. 
Im Jahr 1984 überreichte US-Präsident Ronald Reagan Shriver die Freiheitsmedaille („The Presidential Medal of Freedom“), die höchste zivile Auszeichnung in den USA. Außerdem wurde sie 2005 mit dem Großen Goldenen Ehrenzeichen für Verdienste um die Republik Österreich und dem
Großen Goldenen Ehrenzeichen des Landes Steiermark ausgezeichnet sowie 2006 von Papst Benedikt XVI. zur Dame des Ritterordens des Hl. Gregor des Großen ernannt.
Am 7. August 2009 wurde Shriver in das Cape Cod Hospital transportiert. Sie starb am 11. August 2009 im Alter von 88 Jahren.